# Assembleia Nacional de São Tomé e Príncipe
Die Assembleia Nacional de São Tomé e Príncipe (deutsch Nationalversammlung von São Tomé und Príncipe) ist das Parlament im Einkammersystem des westafrikanischen Inselstaates São Tomé und Príncipe.
In die Assembleia Nacional werden nach dem Verhältniswahlrecht 55 Abgeordnete für jeweils vier Jahre gewählt. Wahlberechtigt ist jeder Bürger ab 18 Jahren.

## Palácio dos Congressos
Die Assembleia Nacional hat ihren Sitz im Palácio dos Congressos, einem Gebäude in der Hauptstadt São Tomé.

## Wahlen
Von 1975 bis 1990 war São Tomé und Príncipe ein Einparteienstaat mit der einzigen Partei Movimento de Libertação de São Tomé e Príncipe. Der Übergang zur Wahldemokratie und zum Mehrparteiensystem gelang mit dem Verfassungsreferendum in São Tomé und Príncipe 1990 und der nachfolgenden Parlamentswahl 1991.
Nach der Parlamentswahl am 1. August 2010 war die MLSTP-PSD erstmals nicht mehr die stärkste Partei.
| Politische Partei                                                                   | Wahlen | Wahlen | Wahlen | Wahlen | Wahlen | Wahlen | Wahlen | Wahlen | Wahlen | Wahlen | Wahlen |
| Politische Partei                                                                   | 1975   | 1980   | 1985   | 1991   | 1994   | 1998   | 2002   | 2006   | 2010   | 2014   | 2018   |
| ----------------------------------------------------------------------------------- | ------ | ------ | ------ | ------ | ------ | ------ | ------ | ------ | ------ | ------ | ------ |
| Acção Democrática Independente (ADI)                                                | -      | -      | -      | -      | 14     | 16     | 8      | 11     | 26     | 33     | 25     |
| Uê Kédadji (UK)                                                                     | -      | -      | -      | -      | -      | -      | 8      | -      | -      | -      | -      |
| Coligação Democrática da Oposição (CODO)                                            | -      | -      | -      | 1      | -      | -      | 8      | -      | -      | -      | -      |
| Movimento de Libertação de São Tomé e Príncipe-Partido Social Democrata (MLSTP-PSD) | 16     | 40     | 51     | 21     | 27     | 31     | 24     | 20     | 21     | 16     | 23     |
| Partido de Convergência Democrática-Grupo de Reflexão (PCD-GR)                      | -      | -      | -      | 33     | 14     | 8      | 23     | 23     | 7      | 5      | 5      |
| Movimento Democrático das Forças da Mudança-Partido Liberal (MDFM-PL)               | -      | -      | -      | -      | -      | -      | 23     | 23     | 1      | -      | 5      |
| União dos Democratas para Cidadania e Desenvolvimento (UDD)                         | -      | -      | -      | -      | -      | -      | -      | -      | -      | 1      | 5      |
| Movimento Novo Rumo (MNR)                                                           | -      | -      | -      | -      | -      | -      | -      | 1      | -      | -      | -      |
| Unabhängige Liste                                                                   | -      | -      | -      | -      | -      | -      | -      | -      | -      | -      | 2      |
| Sitze insgesamt                                                                     | 16     | 40     | 51     | 55     | 55     | 55     | 55     | 55     | 55     | 55     | 55     |

## Präsidenten der Assembleia Nacional bzw. der Verfassungsversammlung seit 1975
| Präsidenten der Verfassungsversammlung (1975)    | Präsidenten der Verfassungsversammlung (1975) |
| Amtszeit                                         | Amtsinhaber                                   |
| ------------------------------------------------ | --------------------------------------------- |
| 1975                                             | Nuno Xavier Daniel Dias                       |
| 1975                                             | Guilherme do Sacramento Neto                  |
| Präsidenten der Assembleia Nacional 1975 – heute |                                               |
| Amtszeit                                         | Amtsinhaber                                   |
| 1975–1980                                        | Leonel Mário d’Alva                           |
| 1980–1991                                        | Alda Neves da Graça do Espírito Santo         |
| 1991–1994                                        | Leonel Mário d’Alva                           |
| 1994–2002                                        | Francisco Fortunato Pires                     |
| 2002–2006                                        | Dionísio Tomé Dias                            |
| 2006–2010                                        | Francisco da Silva                            |
| 2010                                             | Arzemiro dos Prazeres                         |
| 2010–2012                                        | Evaristo Carvalho                             |
| 2012–2014                                        | Alcino Pinto                                  |
| 2014–2018                                        | José da Graça Diogo                           |
| 2018–2022                                        | Delfim Neves                                  |
| 2022–                                            | Celmira Sacramento                            |